# Gare de Berlin Brandenburger Tor
La gare de Berlin Brandenburger Tor est une gare ferroviaire du tunnel nord-sud. Elle est située sous l'avenue Unter den Linden, près de la porte de Brandebourg, dans le quartier de Mitte à Berlin en Allemagne.
Elle constitue un centre d'échanges multimodal avec la station Brandenburger Tor de la ligne 5 du métro de Berlin.

## Situation ferroviaire
Elle est située entre les gares de Friedrichstraße au nord-est et de Potsdamer Platz au sud-ouest.

## Histoire

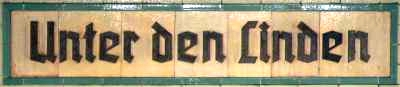
Panonceau historique du nom de la station datant de 1936

Elle est ouverte le 27 juin 1936 sous le nom de Unter den Linden en devenant la station desservie par trois lignes de S-Bahn (S1, S2 et S25). 
À la fin de la Seconde Guerre mondiale, la station est inondée lors de bataille de Berlin et le service ferroviaire est donc interrompu entre le 21 avril 1945 et le 2 décembre 1946.
En 1961, le mur de Berlin est érigé. Son tracé englobe la porte de Brandebourg et la place de Paris devient donc un No Man's Land. Elle est alors fermée devenant ainsi l'une des gares fantômes du S-Bahn où les trains passent mais ne s'arrêtent pas.
Lors du processus de réunification allemande, elle est rouverte le 1er septembre 1990.
Au moment de la mise en service de la nouvelle ligne 55 du métro le 8 août 2009, une station de métro est ouverte à côté de la gare. L'ensemble est rebaptisé de son nom actuel afin de ne pas porter à confusion avec la station Unter den Linden alors en projet sur les lignes 5 et 6.

## Service des voyageurs

### Accueil
La gare possède quatre accès et est équipée d'ascenseurs.

### Intermodalité
La gare est en correspondance avec la ligne 5 du métro.